# Roxy Music (альбом)
Roxy Music — дебютный альбом британской арт/глэм-рок-группы Roxy Music, выпущенный в июне 1972 года компанией Island. Альбом в целом получил благоприятные отзывы критики и поднялся до 10-го места в UK Albums Chart.

## Об альбоме
Ни один из треков первоначального варианта альбома синглом выпущен не был, но в июле 1972 года (через два месяца после подписания контракта с Island) Roxy Music записали ещё два трека, «Virginia Plain» и «The Numberer» и выпустили их синглом, который поднялся до №4 в UK Singles Chart. «Virginia Plain» была добавлена в альбом задним числом.
На Roxy Music отчетливо проявилось влияние ду-вупа 1950-х годов и французского шансона. По словам Ферри, Дюк Эллингтон, Смоки Робинсон и художник Марсель Дюшан были среди тех, кто вдохновил его на создание альбома.
Критик Пьеро Скаруффи поставил дебютный одноимённый альбом коллектива в список «Лучших альбомов прогрессивного рока всех времён» на 9-е место. Помимо этого, пластинка вошла в его же список «Лучших альбомов 70-х».

## Список композиций
Все песни написаны Брайаном Ферри
Сторона «А»
1. «Re-Make/Re-Model» — 5:14
2. «Ladytron» — 4:26
3. «If There Is Something» — 6:34
4. «Virginia Plain» — 2:58 (только в американском издании альбома)
5. «2HB[англ.]» — 4:30

Сторона «Б»
1. «The Bob (Medley)» — 5:48
2. «Chance Meeting» — 3:08
3. «Would You Believe?» — 3:53
4. «Sea Breezes» — 7:03
5. «Bitters End» — 2:03

## Участники записи
- Брайан Ферри — вокал, фортепиано, пианет Hohner, меллотрон
- Брайан Ино — синтезатор VCS3, звуковые эффекты, бэкинг-вокал
- Энди Маккей — гобой, саксофон, бэкинг-вокал
- Фил Манзанера — гитара
- Грэм Симпсон[англ.] — бас-гитара
- Пол Томпсон[англ.] — ударные
- Рик Кентон — бас-гитара («Virginia Plain»)